# Stanislav Genchev
Stanislav Petrov Genchev (en bulgare : Станислав Петров Генчев), né le 20 mars 1981 à Dryanovo en Bulgarie, est un footballeur international bulgare. 

## Carrière
| Période   | Club                       | Pays     | Matchs | Buts |
| 1998-1999 | Levski Sofia               | Bulgarie | 2      | 1    |
| 1999-2000 | Levski Sofia Spartak Varna | Bulgarie | 1 14   | 0 2  |
| 2000-2001 | Velbazhd Kyustendil        | Bulgarie | 26     | 4    |
| 2001-2002 | Levski Sofia               | Bulgarie | 20     | 3    |
| 2002-2003 | Levski Sofia               | Bulgarie | 17     | 1    |
| 2003-2004 | Cherno More Varna          | Bulgarie | 29     | 4    |
| 2004-2005 | Levski Sofia               | Bulgarie | 17     | 1    |
| 2005-2006 | Litex Lovetch              | Bulgarie | 27     | 1    |
| 2006-2007 | Litex Lovetch              | Bulgarie | 28     | 5    |
| 2007-2008 | Litex Lovetch              | Bulgarie | 24     | 2    |
| 2008-2009 | FC Vaslui                  | Roumanie | 34     | 3    |
| 2009-2010 | FC Vaslui                  | Roumanie | 21     | 2    |
| 2010-2011 | FC Vaslui                  | Roumanie | 27     | 0    |
| 2011-2012 | Ludogorets Razgrad         | Bulgarie | 27     | 6    |
| 2012-2013 | Ludogorets Razgrad         | Bulgarie | 28     | 3    |
| 2013-2014 | Litex Lovetch              | Bulgarie | 5      | 0    |
| 2013-2014 | AEL Limassol               | Chypre   | 10     | 0    |
| 2014-2015 | Slavia Sofia               | Bulgarie | 7      | 1    |

## Sélections
- 6 sélections et 1 but avec la Bulgarie depuis 2008.

## Palmarès
| Année              | Titre                                  | Club               | Pays     |
| 2002               | Champion de Bulgarie                   | Levski Sofia       | Bulgarie |
| 2002, 2003 et 2005 | Vainqueur de la Coupe de Bulgarie      | Levski Sofia       | Bulgarie |
| 2008               | Vainqueur de la Coupe de Bulgarie      | Litex Lovetch      | Bulgarie |
| 2005               | Vainqueur de la Supercoupe de Bulgarie | Levski Sofia       | Bulgarie |
| 2013               | Vainqueur du Champion de Bulgarie      | Ludogorets Razgrad | Bulgarie |

## Parcours d'entraîneur
- jan. 2017-déc. 2017 :  PFK Etar 1924
- mai 2022-juin 2023 :  Lokomotiv Sofia
- juin 2023-août 2023 :  PFK Botev Plovdiv
- oct. 2023-mai 2024 :  FK Krumograd
- juin 2024-déc. 2024 :  PFK Levski Sofia